# Emma Johansson
Emma Karolina Johansson (Sollefteå, 23 september 1983) is een Zweeds voormalig wielrenster. Ze werd achtmaal Zweeds kampioene op de weg, zesmaal in de tijdrit en in 2014 ook in het veld. Op wereldkampioenschappen, Olympische Spelen en klassiekers als de Ronde van Vlaanderen moest Johansson vaak genoegen nemen met een podiumplaats.

## Carrière
Ze won een zilveren medaille tijdens de wegrit voor vrouwen op de Olympische Zomerspelen 2008 in Peking en een bronzen medaille op het WK Wielrennen van 2010. Drie jaar later behaalde ze een zilveren medaille op het WK Wielrennen van 2013 achter Marianne Vos en erna een bronzen medaille op het WK Wielrennen van 2014. Op de wegrit voor vrouwen tijdens de Olympische Zomerspelen 2012 in Londen werd ze 6e.
Met name in kleine rondes was Johansson erg succesvol. Zo won ze driemaal de Thüringen Rundfahrt, tweemaal de Emakumeen Bira, tweemaal de Trophée d'Or en de Belgium Tour. Ook won ze verschillende klassiekers: de Ronde van Drenthe, Omloop Het Nieuwsblad, Omloop van het Hageland, Le Samyn, Trofeo Alfredo Binda en Holland Hills Classic.
Johansson reed bij verschillende ploegen. Zo reed ze in Belgische en Nederlandse dienst: in 2007 bij Vlaanderen-Capri Sonne en in 2008 bij AA Drink. Ook reed ze twee jaar voor het Noorse Hitec Products en vervolgens drie jaar voor het Australische Orica-AIS. In 2016 reed ze voor het Britse team Wiggle High5. Hoewel ze een tweejarig contract tekende, was 2016 haar laatste seizoen als renster; in 2017 was ze enkel actief als coach en haar man Martin Vestby ploegleider bij Wiggle. Op de Olympische Zomerspelen 2016 in Rio de Janeiro won ze net als acht jaar eerder de zilveren medaille op de wegrit, deze keer achter de Nederlandse Anna van der Breggen.
Johansson woont tegenwoordig in Zingem, België. Ze trouwde op 8 januari 2011 met de Noorse ex-wielrenner en ploegleider Martin Vestby. In november 2017 maakte Johansson bekend zwanger te zijn.

## Overwinningen

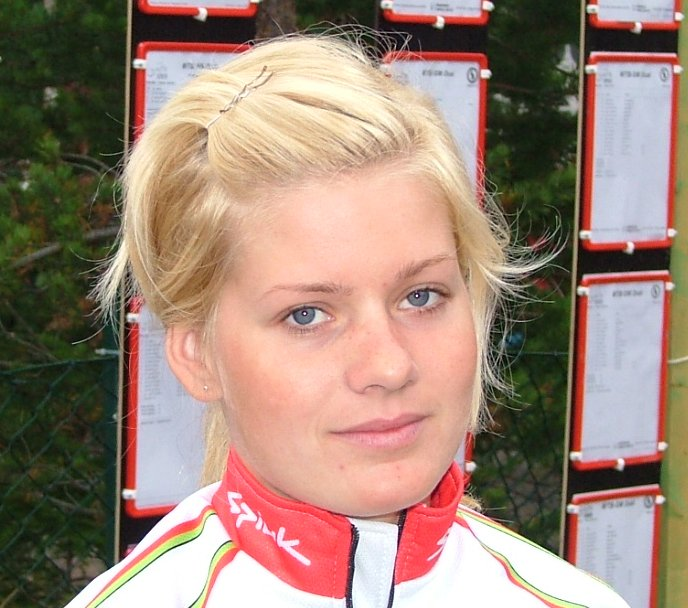
Emma Johansson in 2005

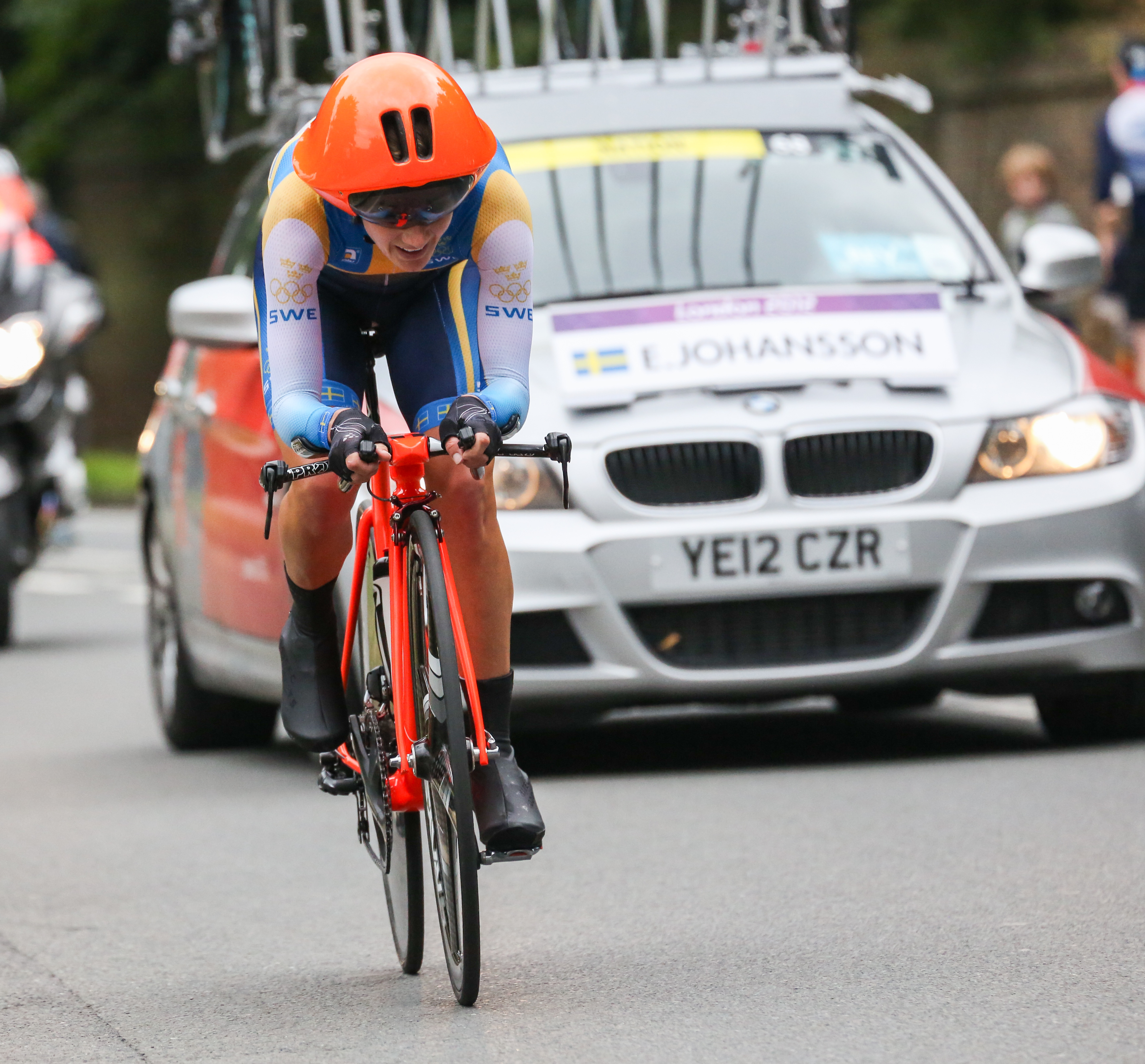
Olympische tijdrit, Londen 2012

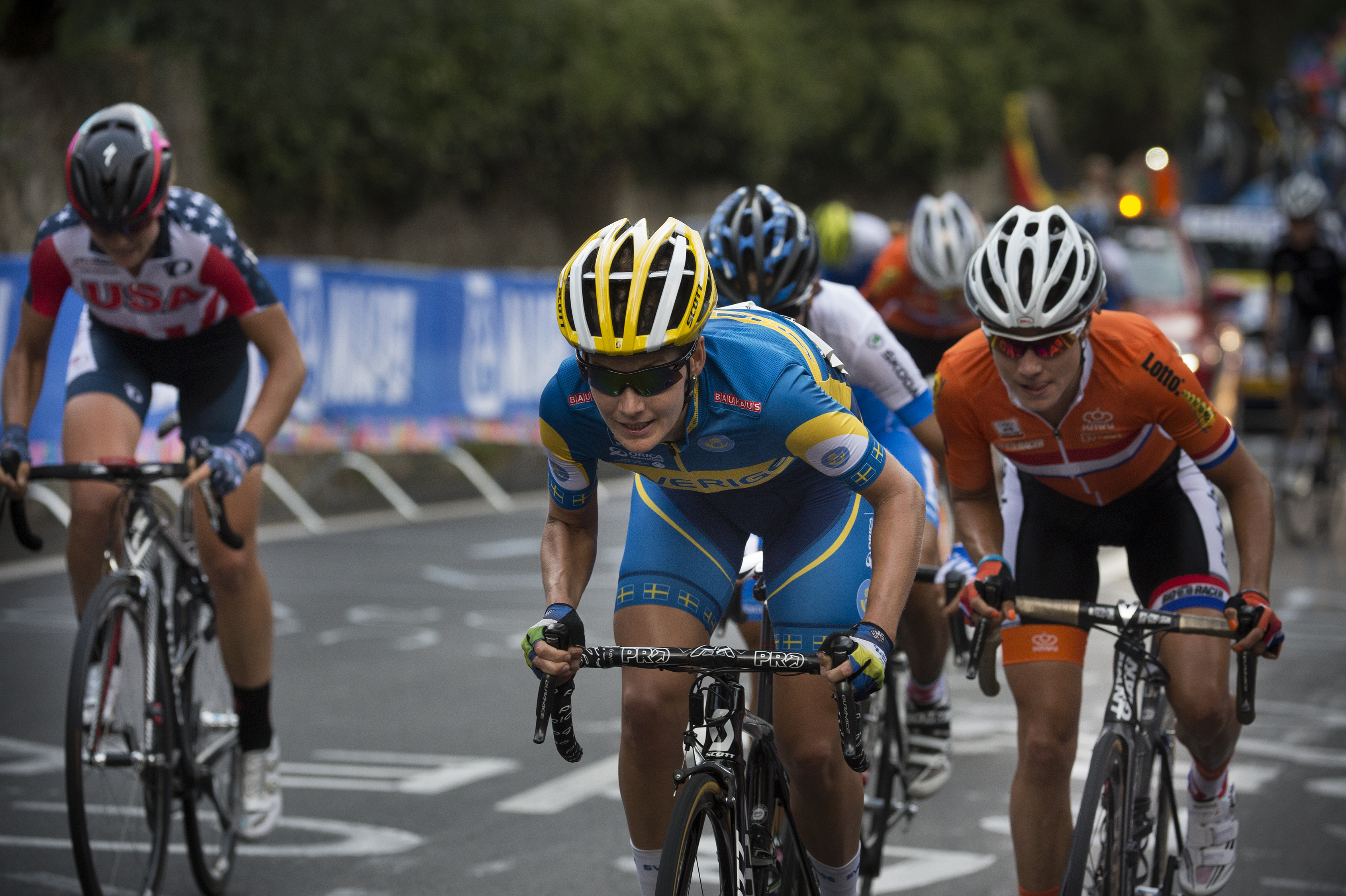
Ze won zilver op het WK 2013

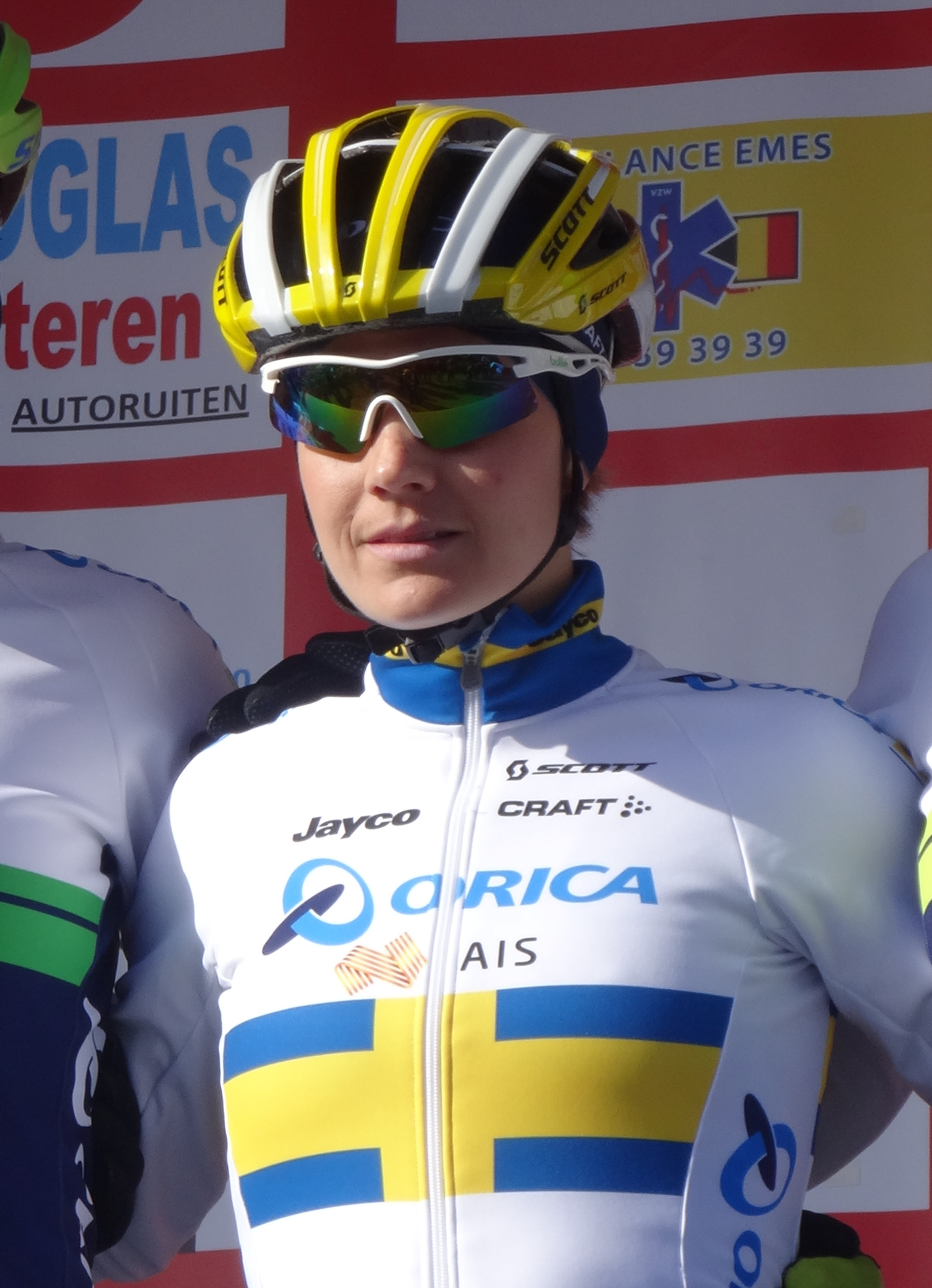
veertienmaal Zweeds kampioen

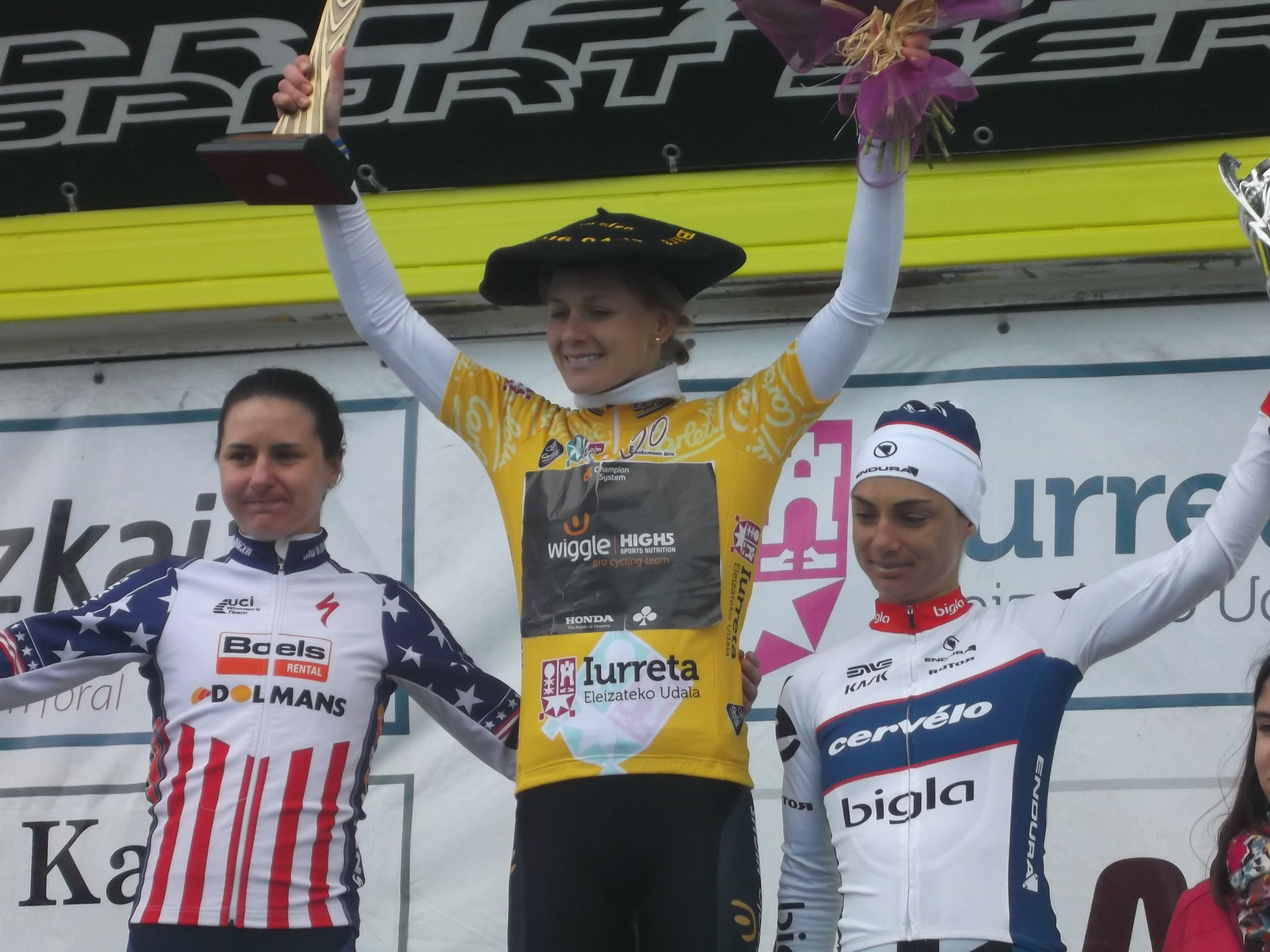
Winnares Emakumeen Bira

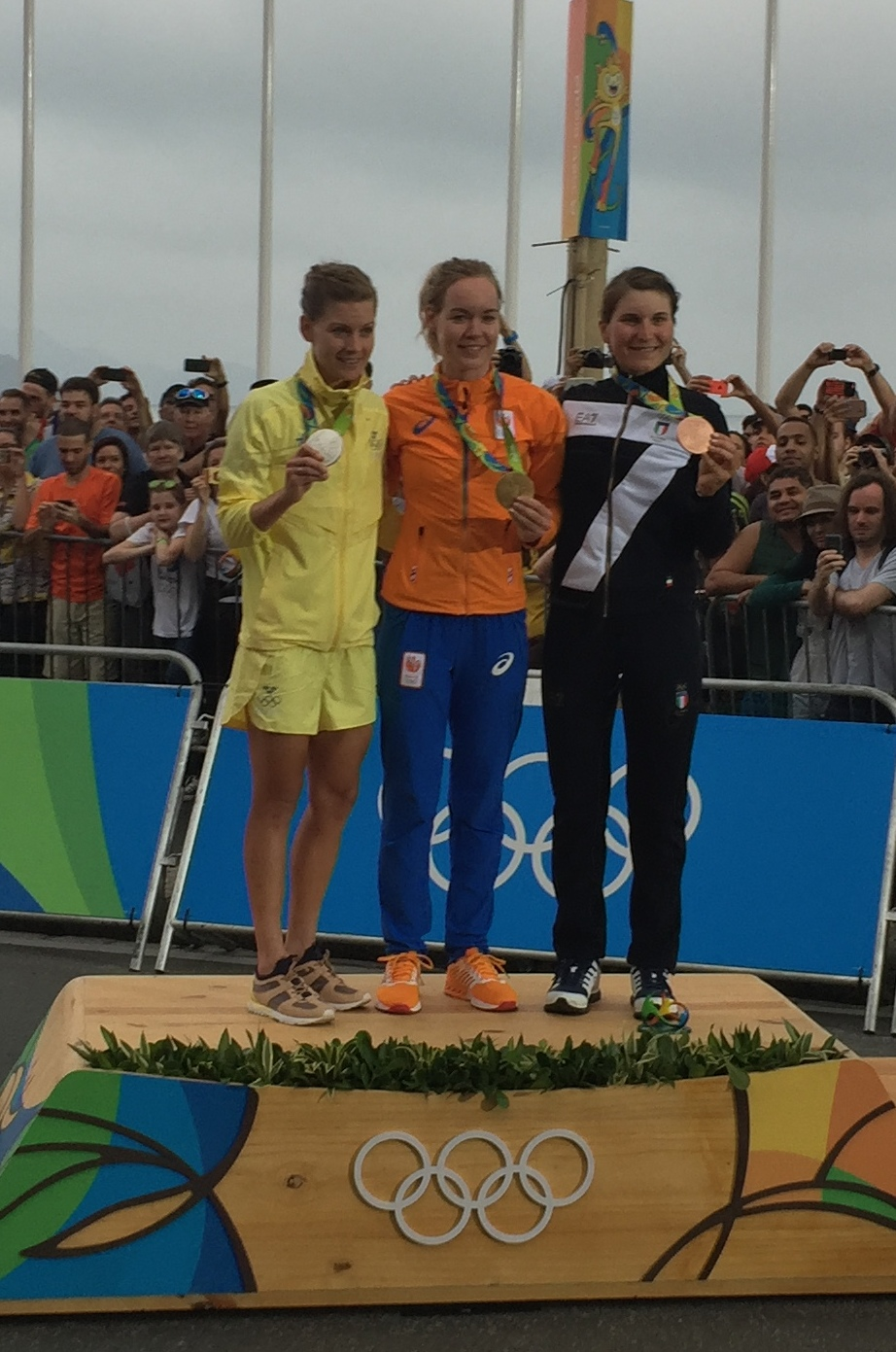
Zilver op de wegrit in Rio 2016

### Wegwielrennen
2005
- Zweeds kampioen tijdrijden, Elite

2006
- Sluitingsprijs Handzame

2007
- Zweeds kampioen tijdrijden, Elite
- 1e etappe A Hermeton Classic
- Sluitingsprijs Handzame
- Criteriums: Boezinge, Hoeleden, Adinkerke en Kieldrecht

2008
- Zweeds kampioen tijdrijden, Elite
- Olympische wegrit voor vrouwen, Peking
- Eindklassement Trophée d'Or Féminin
  - 5e etappe Trophée d'Or Féminin
- Kampioenschap van Vlaanderen
- Criteriums: Laarne en Burcht

2009
- Ronde van Drenthe
- 5e etappe Ronde van Thüringen
- 6e etappe Holland Ladies Tour
- Criterium Oostduinkerke

2010
- Wereldkampioenschap, Geelong
- Eindklassement Trophée d'Or Féminin
  - 4e etappe Trophée d'Or Féminin
- Omloop Het Nieuwsblad
- GP Mameranus
- 1e etappe Ronde van Thüringen

2011
- Zweeds kampioen op de weg, Elite
- Eindklassement Ronde van Thüringen
  - 3e etappe Ronde van Thüringen
- Omloop Het Nieuwsblad
- Omloop van het Hageland
- GP Cholet
- Gran Prix International Dottignies
- 3e etappe B Emakumeen Bira
- 3e etappe Giro del Trentino Alto Adige-Südtirol
- 6e etappe Trophée d'Or Féminin

2012
- Zweeds kampioen tijdrijden, Elite
- Zweeds kampioen op de weg, Elite
- 6e op de Olympische wegrit in Londen
- Eindklassement Tour de Free State
  - 3e etappe Tour de Free State
- 9e etappe Giro Donne

2013
- UCI-ranking 2013
- Zweeds kampioen tijdrijden, Elite
- WK op de weg, Florence
- WK ploegentijdrit (met Orica-AIS)
- Eindklassement Ronde van Thüringen
  - 1e en 5e etappe Ronde van Thüringen
- Eindklassement Emakumeen Bira
  - 2e en 3e etappe Emakumeen Bira
- GP Cholet
- Gooik-Geraardsbergen-Gooik
- Proloog Route de France Féminine

2014
- Zweeds kampioen tijdrijden, Elite
- Zweeds kampioen op de weg, Elite
- WK op de weg, Ponferrada
- WK ploegentijdrit (met Orica-AIS)
- Eindklassement BeNe Ladies Tour
  - 2e etappe A BeNe Ladies Tour
- Trofeo Alfredo Binda-Comune di Cittiglio
- Le Samyn
- GP Cholet
- Boels Rental Hills Classic
- 1e etappe The Women's Tour
- 6e etappe Holland Ladies Tour

2015
- Zweeds kampioen tijdrijden, Elite
- Zweeds kampioen op de weg, Elite
- Eindklassement Belgium Lotto Tour
- Eindklassement Ronde van Thüringen
- Puntenklassement Emakumeen Bira
  - 2e en 4e etappe Emakumeen Bira
- Durango-Durango Emakumeen Saria
- Criteriums: Putte, Hulste en Naast

2016
- Zweeds kampioen op de weg, Elite
- Zweeds kampioen tijdrijden, Elite
- Olympische wegrit voor vrouwen, Rio de Janeiro
- Eindklassement Emakumeen Bira
  -  Puntenklassement Emakumeen Bira
  - 1e en 2e etappe Emakumeen Bira
- Bergklassement Auensteiner Radsporttage
- Bergklassement Ronde van Thüringen

### Kampioenschappen en Giro
| Wedstrijd                  | 2005 | 2006 | 2007 | 2008   | 2009  | 2010   | 2011   | 2012 | 2013   | 2014 | 2015 | 2016 |
| -------------------------- | ---- | ---- | ---- | ------ | ----- | ------ | ------ | ---- | ------ | ---- | ---- | ---- |
| Zweeds wegkampioen         |      |      |      | Zilver |       | Goud   | Goud   | Goud | Zilver | Goud | Goud | Goud |
| Zweeds kampioen tijdrijden | Goud |      | Goud | Goud   | Brons | Zilver | Zilver | Goud | Goud   | Goud | Goud | Goud |
| Giro d'Italia Donne        | -    | -    | -    | -      | -     | -      | 7ª     | 5ª   | -      | 10ª  | -    | -    |
| WK op de weg               | 100ª | 63ª  | 6ª   | 4ª     | 11ª   | ↑      | 14ª    | 9ª   | ↑      | ↑    | 5ª   | 49ª  |
| WK tijdrijden              | -    | -    | 26ª  | 14ª    | -     | 11ª    | 14ª    | 12ª  | 10ª    | -    | 17ª  | -    |
| Olympische Spelen (wegrit) |      |      |      | ↑      |       |        |        | 6ª   |        |      |      | ↑    |

### Klassiekers en kleinere rondes
| Jaar | Ronde van Vlaanderen | Trofeo Alfredo Binda | Waalse Pijl |  | WK op de weg |  | Wereldranglijsten |
| ---- | -------------------- | -------------------- | ----------- |  | ------------ |  | ----------------- |
| 2005 |                      |                      |             |  | 100e         |  | 281e (UPT)        |
| 2006 |                      |                      |             |  | 63e          |  | 132e (UPT)        |
| 2007 |                      |                      |             |  | 6e           |  | 25e (UPT)         |
| 2008 | 9e                   | 7e                   | 12e         |  | 4e           |  | 6e (UPT)          |
| 2009 | ↑                    | Zilver               | ↑           |  | 11e          |  | (UWK)             |
| 2010 | 4e                   | Brons                | ↑           |  | ↑            |  | 4e (UWK)          |
| 2011 | 4e                   | Zilver               | ↑           |  | 14e          |  | (UWT)             |
| 2012 | 12e                  | 5e                   | 9e          |  | 9e           |  | (UWT)             |
| 2013 | ↑                    | ↑                    | 5e          |  | ↑            |  | (UWT)             |
| 2014 | ↑                    | ↑                    | 11e         |  | ↑            |  | (UWT)             |
| 2015 | 13e                  |                      | 10e         |  | 5e           |  | 4e (UWT)          |
| 2016 | ↑                    | 4e                   | 7e          |  | 49e          |  | (UWT)             |

| Resultaten in kleinere rondes |                |                     |              |              |
| Jaar                          | Emakumeen Bira | Thüringen Rundfahrt | Trophée d'Or | Belgium Tour |
| 2008                          | 14e            | 6e                  |              |              |
| 2009                          |                | 5e (1)              | 3e           |              |
| 2010                          | 5e             | DNF (1)             | 1e (1)       |              |
| 2011                          | 2e (1)         | 1e (1)              | 1e           |              |
| 2012                          | 2e             | 3e                  |              |              |
| 2013                          | 1e (2)         | 1e (2)              |              | 3e           |
| 2014                          | 8e             |                     |              | 6e           |
| 2015                          | 3e (2)         | 1e                  |              | 1e           |
| 2016                          | 1e (2)         | 9e                  |              | 7e           |

Bergseth · Ferrier-Bruneau · Gjertrud Hovdenak · Hatteland Lima · Johansson · Kapusta-Szydlak · Longo Borghini · Moberg · Mustonen · Nøstvold · Sateroy Johansen · Thorsen · Voreland · Waerstad
Cromwell · Edmondson · Elvin · Gillow · Gu · Gunnewijk · Hoskins · Johansson · MacLean · Spratt
Edmondson · Elvin · Garfoot · Gillow · Gunnewijk · Hoskins · Johansson · MacLean · Scandolara · Spratt · Sulzberger · Taylor
Elvin · Garfoot · Gunnewijk · Hoskins · Johansson · Manly · McConville · Neylan · Roy · Scandolara · Spratt · Stewart · Williams
Abbott · Bronzini · Christian · Cordon · D'Hoore · Edmondson · Garner · Hagiwara · Hosking · Johansson · King · Longo Borghini · Pieters · Roberts · Sanchis
Bronzini · Cordon · Cure · D'Hoore · Edmondson · Fahlin · G. Garner · L. Garner · Hagiwara · Johansson · Leth · Lichtenberg · Longo Borghini · Roberts · Sanchis